# سرا گمبل
سرا گمبل یک نویسنده و تهیه‌کننده تلویزیونی آمریکایی است که بیشتر برای کارش در سریال سوپرنچرال معروف است.

## مسیر شغلی اولیه
سرا گمبل از مدرسه تئاتر، فیلم و تلویزیون فارغ‌التحصیل شد. او ابتدا کارش را در لس آنجلس و دابلین با تئاتر شروع کرد. هم چنین در یک فیلم کوتاه با نام «مرد سفالی» بازی کرد که بر اساس داستانی کوتاه نوشته خودش بود. مسیر شغلی فعلی او در هالیوود وقتی شروع شد که در فصل دوم «چراغ سبز پروژه» در سال ۲۰۰۳ حاضر شد. او به عنوان نویسنده برای سریال «چشم‌ها» استخدام شد. وقتی این سریال کنسل شد، گمبل به عنوان نویسنده و ویراستار برای سریال سوپرنچرال استخدام شد.
گمبل چندین داستان ادبی کوتاه منتشر کرده‌است. سرا یهودی است و قبلاً با همکاری سایمون گلیکمن نویسنده وبلاگ «یهودی‌های خیلی جذاب» بود.

## کار در سوپرنچرال
سرا گمبل در هفت فصل اول سوپرنچرال کار کرد. او سی فیلمنامه برای سریال نوشت و در فصل پنج، تهیه‌کننده شد. در پایان فصل پنجم، اریک کریپک عنوان مدیر نویسنده‌ها را گرفت و گمبل هم قائم مقام او شد. او به عنوان «مسئول نمایش» کارش را در فصل شش آغاز کرد و در پایان فصل هفت به پایان برد. در پایان فصل هفت برای «تمرکز برای توسعه مسائل دیگر» برای برادران وارنر، از مقام مسئول نمایش و تهیه‌کننده خارج شد. بعد از خروج او، جرمی کارور جایگزین او شد.